# Résolution 132 du Conseil de sécurité des Nations unies
Membres permanents
- Chine (Taïwan)
- États-Unis
- France
- Royaume-Uni
- URSS

Membres non permanents
- Argentine
- Canada
- Italie
- Japon
- Panama
- Tunisie

Résolution no 131 Résolution no 133
La Résolution 132 est une résolution du Conseil de sécurité de l'ONU votée le 7 septembre 1959.
Cette résolution, la seule de l'année 1959, relative au Laos, décide de constituer un comité pour examiner les déclarations au sujet du Laos faites devant le Conseil de sécurité. Le comité devra rendre compte au Conseil de sécurité.

La résolution a été adoptée par 10 voix.
Le vote contre est celui de l'Union des républiques socialistes soviétiques.

## Texte
- Résolution 132 sur fr.wikisource.org
- Résolution 132 sur en.wikisource.org